# Elisabeth von Heyking

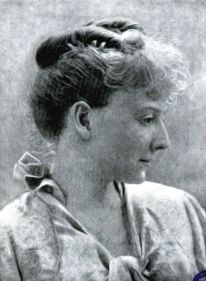
Elisabeth von Heyking

Elisabeth von Heyking, geborene Gräfin von Flemming (* 10. Dezember 1861 in Karlsruhe; † 4. Januar 1925 in Berlin), war eine deutsche Schriftstellerin, bekannt vor allem für ihren anonym erschienenen Bestseller Briefe, die ihn nicht erreichten (1903), einen Briefroman, der noch im Erscheinungsjahr die 46. Auflage erreichte und in zahlreiche Sprachen übersetzt wurde. Sie schilderte in ihren Romanen das Leben in höheren Gesellschaftskreisen, das sie als weit gereiste Diplomatenfrau gut kannte.

## Leben
Elisabeth wurde 1861 als Tochter des preußischen Gesandten am badischen Hof Albert Graf von Flemming und seiner Frau Armgart, geborene von Arnim, in Karlsruhe geboren. Sie war die Enkelin von Bettina und Achim von Arnim. Die Schriftstellerin Irene Forbes-Mosse war ihre jüngere Schwester.
1881 heiratete sie den Nationalökonomen und Professor Stephan Gans zu Putlitz, der sich 1883 wegen des Scheidungswunsches seiner Ehefrau erschoss. 1884 heiratete sie den preußischen Diplomaten Baron Edmund von Heyking aus baltischem Adel und zog mit ihm nach Florenz. Sie hatte eine Tochter Stephanie aus erster und zwei Söhne, Alfred und Günther, aus zweiter Ehe. Die Umstände ihrer zweiten Eheschließung zogen vor allem für die Karriere ihres Mannes Konsequenzen nach sich. Während der nächsten fast zwanzig Jahre war das Ehepaar zu einem diplomatischen Wanderleben gezwungen und lebte in Peking, Valparaiso, Kairo, New York, Kalkutta und Mexiko, anschließend von 1902 bis 1906 in Hamburg, wo ihr Mann Minister Preußens bei den Hansestädten war. Nach dem Ausscheiden ihres Ehemannes aus dem diplomatischen Dienst lebte die Familie ab 1907 in Baden-Baden. Das kaisertreue Ehepaar von Heyking unterstützte die hegemoniale Politik Deutschlands, so etwa die Bemühungen um eine chinesische Kolonie, da Deutschland sich endlich auch einen „Platz an dem großen chinesischen Trog“ erwerben wollte (Elisabeth von Heyking in einem Brief an den deutschen Gesandten in Kopenhagen, 20. Februar 1897).
Bereits 1903 hatte sie mit Briefe, die ihn nicht erreichten ihren größten Erfolg, der sie bekannt und vermögend machte. Das Buch erlebte mehr als hundert Auflagen.
1908 erbte Elisabeth von einem kinderlos verstorbenen Vetter das Flemmingsche Schloss Crossen an der Weißen Elster nördlich von Gera. Die 47-Jährige zog sich mit ihrem Ehemann hierher zurück und entwickelte hier ein literarisches Zentrum. Der Beginn des Ersten Weltkriegs 1914 ändert auch hier vieles. 1915 starb Edmund von Heyking, 1917 fielen ihre beiden Söhne im Krieg in Flandern. Die ein Jahr nach ihrem Tod veröffentlichten Tagebücher aus vier Weltteilen sind ein Zeugnis deutscher Außenpolitik und deutschen Großmachtstrebens, bieten gleichzeitig aber auch einen differenzierten Einblick in chinesische Kultur. Die Schilderungen Heykings und ihre Versuche, China und seinen Bewohnern gerecht zu werden, sind differenzierter als viele andere Texte ihrer Zeitgenossen.
Heyking starb 1925 und fand ihre letzte Ruhe in der Kapelle von Schloss Crossen in Crossen an der Elster. Nach ihrem Tod verkaufte ihr Erbe Edmund von Bockum-Dolffs sämtliche Möbel, Öfen und auch die wertvollen chinesischen Seidentapeten und ließ das Schloss verfallen.

## Werke
- (anonym:) Briefe, die ihn nicht erreichten, 1903 (Vorabdruck 1902 in der Berliner Täglichen Rundschau). (Reprint 2012).
- (unter dem Pseudonym „Verfasserin der Briefe, die ihn nicht erreichten“:) Der Tag anderer. Roman, 1905. (Digitalisat 12. Aufl., Neuauflage 2015, ISBN 978-3-8430-9583-9)
- Ille mihi. Roman, 2 Bde. 1912. (Band 1, 6. Aufl. Digitalisat, Band 2, 6. Aufl. Digitalisat, Neuauflage 2020, ISBN 978-3-7437-3553-8)
- Tschun. Eine Geschichte aus dem Vorfrühling Chinas, 1914. (Neuauflage 2015, ISBN 978-3-8430-9585-3)
- Die Orgelpfeifen. Aus dem Lande der Ostseeritter. Zwei Erzählungen, 1918.
- Liebe, Diplomatie und Holzhäuser. Eine Balkanphantasie von einst, 1919. (Neuauflage 2020, ISBN 978-3-7437-3747-1)
- Das vollkommene Glück. Erzählung, Verlag August Scherl, Berlin 1920.
- Weberin Schuld. Novellen, 1921. (Neuauflage 2015, ISBN 978-3-8430-9581-5)
- (aus dem Nachlass veröff.:) Tagebücher aus vier Weltteilen 1886/1904, hrsg. von Grete Litzmann, 1926.